# Daniel Díaz (wielrenner)
Daniel Ricardo Díaz (Salta, 7 juli 1989) is een Argentijns wielrenner die anno 2019 rijdt voor Agrupación Virgen de Fátima. Hij liep in 2010 stage bij Footon-Servetto, maar kreeg geen contract aangeboden. In 2009 eindigde hij als tweede op het Argentijnse kampioenschap tijdrijden voor beloften. In 2015 won hij voor de tweede maal het eindklassement van de Ronde van San Luis.
In 2016 nam Díaz deel aan de wegwedstrijd op de Olympische Spelen in Rio de Janeiro, maar reed deze niet uit.

## Belangrijkste overwinningen
2009
6e en 7e etappe Ronde van Ecuador
2010
Eindklassement Ronde van Madrid, Beloften
2012
5e etappe Ronde van San Luis
9e etappe deel A Ronde van Bolivia
2013
Eindklassement Ronde van San Luis
3e etappe Ronde van Bolivia (ploegentijdrit)
2014
 Argentijns kampioen op de weg, Elite
2015
2e en 4e etappe Ronde van San Luis
Eindklassement Ronde van San Luis

## Resultaten in voornaamste wedstrijden
|      | \| Jaar \| Waalse Pijl \| \| WK op de weg \| \| ---- \| ----------- \| \| ------------ \| \| 2015 \| \| \| opgave \| \| 2016 \| opgave \| \| \| |  |              |
| Jaar | Waalse Pijl |  | WK op de weg |
| 2015 | |  | opgave       |
| 2016 | opgave |  |              |

## Ploegen
- 2010 –  Footon-Servetto (stagiair vanaf 1-8)
- 2011 –  La Pomme Marseille
- 2012 –  San Luis Somos Todos
- 2013 –  San Luis Somos Todos
- 2014 –  San Luis Somos Todos
- 2015 –  Funvic-São José dos Campos
- 2016 –  Delko Marseille Provence KTM
- 2017 –  Delko Marseille Provence KTM
- 2018 –  Sindicato de Empleados Públicos de San Juan
- 2019 –  Agrupación Virgen de Fátima

Benítez · 
Brändle · 
Capecchi · 
Capelli · 
Cardoso · 
Celis · 
Cheula · 
Corti · 
Díaz  · 
Durán · 
Eibegger · 
Faiers · 
Felline · 
Gianetti · 
Gutiérrez Gutiérrez · 
Gutiérrez Palacios · 
Margaliot · 
Mata · 
Mayoz · 
Merino · 
Merlo · 
Pedersen · 
Pérez · 
Valls · 
Vitoria · 
Walker
Badde · Claveles · Díaz · Giacinti · Guevara · J.A.Lucero · Martínez · Messineo · Murgo · Quiroga · Sartasov · Sosa · Velázquez
Badde · Claveles · Díaz · Giacinti · Godoy · Guevara · Juárez · A.Lucero · J.A.Lucero · Martínez · Messineo · Murgo · Quiroga · Sartasov · Sosa · Velázquez
Díaz · Giacinti · Godoy · Guevara · Juárez · J.A.Lucero · A.Lucero · Martínez · Messineo · Moyano · Murgo · Quiroga · Sartasov · Sosa · Velázquez
Affonso · Almeida · Braga · Bulgarelli · Cardoso · Chamorro · Díaz · Diniz · Garnero · Gaspar · Manarelli · Nazaret · Pereira · Pinheiro · Ramos · A.Santos · D.Santos
Andersen · Aristi · Combaud · Di Grégorio · Díaz · El Fares · Fernández · Finetto · Giraud · Hupond · Laas · Lemarchand · Madrazo · Martinez · Pacher · Rodríguez · Šiškevičius · Smukulis · Couanon (stagiair) · Dyball (stagiair) · Liepiņš (stagiair)
Álvarez · Barrientos · Biondo · Díaz · Dotti · Ibarra · Javier · Muller · Najar · Olmos · Pérez · Quiroga · Rodríguez · Silva · Toloza